# Dylan (album de 1973)
Pour les articles homonymes, voir Dylan.
Albums de Bob Dylan
Pat Garrett and Billy the Kid
(1973) Planet Waves
(1974)
Dylan est un album de Bob Dylan sorti en 1973.

## Historique
Il s'agit d'une compilation de chansons inédites enregistrées durant les sessions des albums Self Portrait et New Morning, parue après le départ de Dylan de Columbia et contre sa volonté.

## Titres
| 1.    | Lily of the West                  | traditionnel                                              | 3:44 |
| 2.    | Can't Help Falling in Love        | George Weiss (en), Hugo Peretti (en), Luigi Creatore (en) | 4:17 |
| 3.    | Sarah Jane                        | Bob Dylan                                                 | 2:43 |
| 4.    | The Ballad of Ira Hayes           | Peter La Farge                                            | 5:08 |
| 5.    | Mr. Bojangles                     | Jerry Jeff Walker                                         | 5:31 |
| 6.    | Mary Ann                          | traditionnel                                              | 2:40 |
| 7.    | Big Yellow Taxi                   | Joni Mitchell                                             | 2:12 |
| 8.    | A Fool Such as I                  | Bill Trader                                               | 2:41 |
| 9.    | Spanish Is the Loving Tongue (en) | Charles Badger Clark, Billy Simon                         | 4:13 |
| 33:22 |                                   |                                                           |      |